# Aeródromo Los Tricahues
El Aeródromo Los Tricahues (OACI: SCMI) es un terminal aéreo ubicado cerca de Mialqui, en la Provincia de Limarí, Región de Coquimbo, Chile. Es de propiedad pública.